# EPrix de Bruxelles
Le ePrix de Bruxelles est une épreuve qui aurait compté pour le championnat de Formule E FIA. Elle a été prévue pour le 1er juillet 2017 sur un tracé provisoire autour du Parc Élisabeth, à Bruxelles. Mais l’épreuve a été finalement annulée.

## Historique

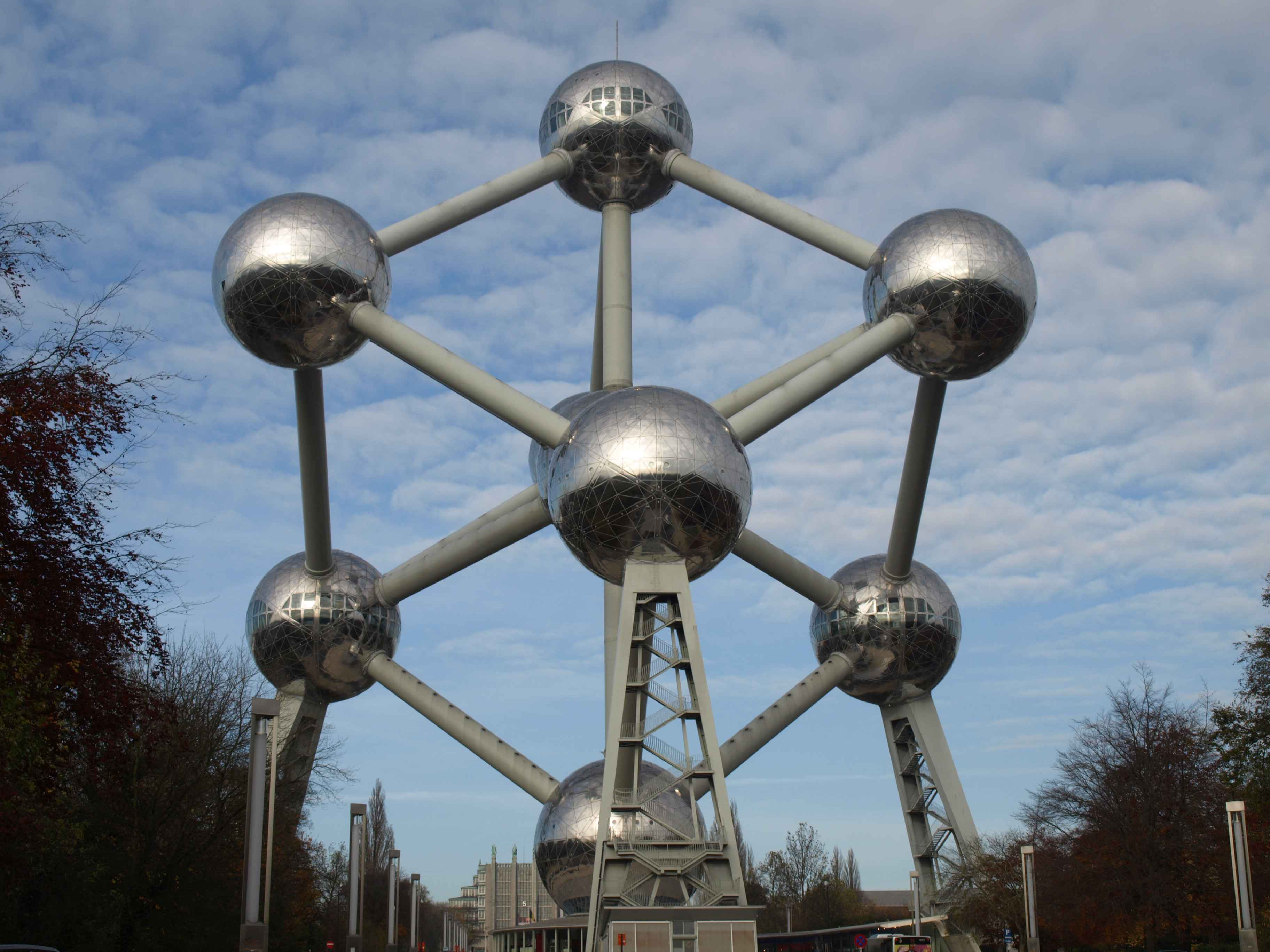
L’Atomium, lieu de la course initiale.

La première apparition de l’ePrix de Bruxelles était sur le calendrier provisoire publié en mai 2016, mais à ce stade, il était encore prévu pour le 10 juin 2017, seulement après la publication du calendrier officiel en début juillet, la course a été fixée au 1er juillet 2017.
Le circuit initial était prévu sur le plateau du Heysel, avec 14 virages et une longueur d’environ 2,4 km, il serait passé à côté de plusieurs monuments célèbres comme le Parc des expositions, le Stade Roi Baudouin et l’Atomium où il y aurait eu les stands. Finalement, à cause de l’occupation des lieux par le festival Couleur Café le même week-end, un nouveau lieu a été trouvé au centre-ville de Bruxelles.

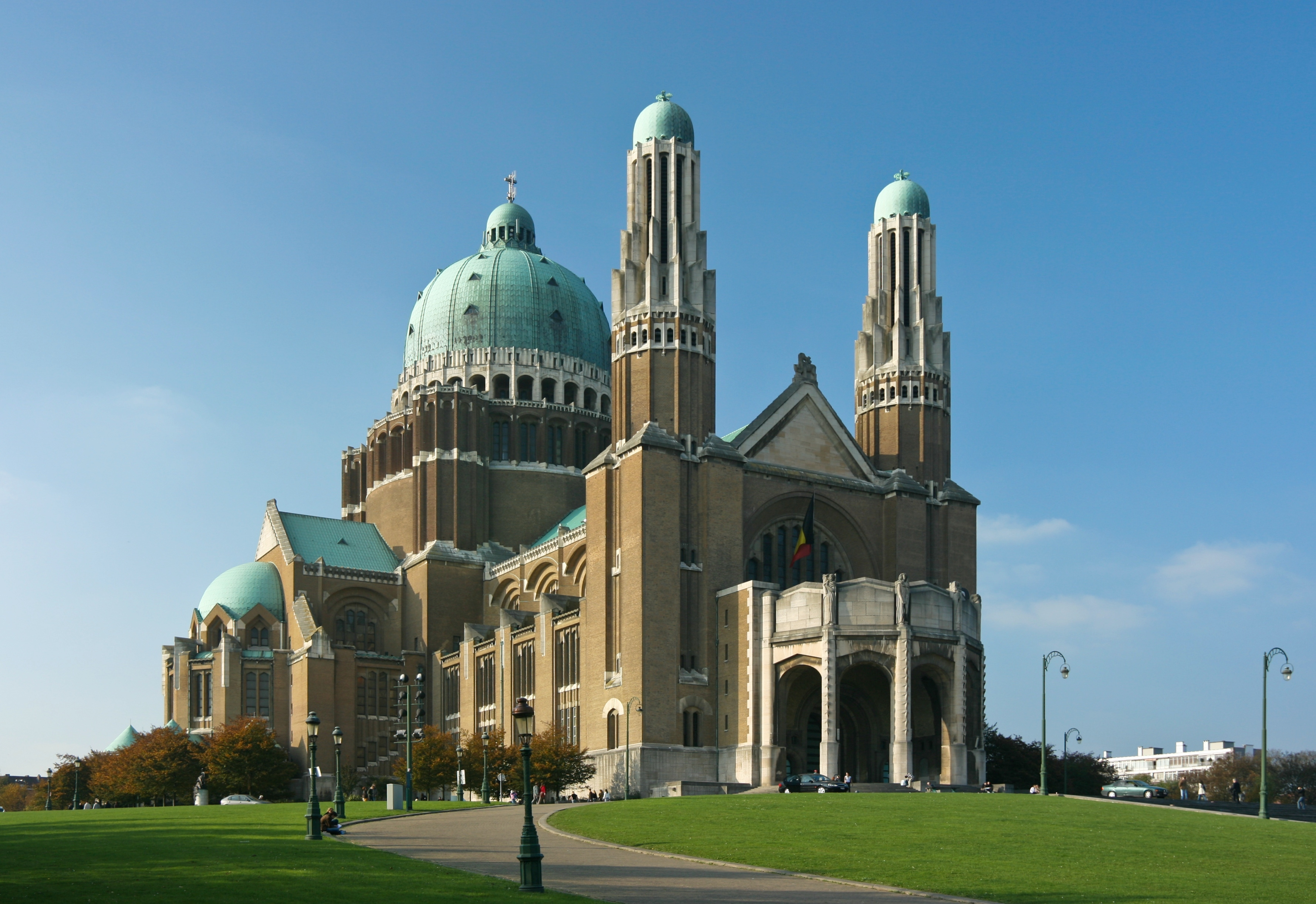
La basilique du Sacré-Cœur de Bruxelles.

Mais quelques semaines après, des problèmes logistiques sont apparus sur le nouveau circuit, qui ont poussé le gouvernement régional de Bruxelles et la Formule E de trouver un lieu de remplacement ou de reporter l’ePrix à l’année suivante. Finalement, le 9 mars 2017, le Conseil Mondial de la FIA a officialisé l’annulation de l’ePrix de Bruxelles qui sera remplacé par une manche double de l’ePrix de Berlin, le 10 et 11 juin 2017. 
En 2019, alors que des ePrix existent dans les plus grandes capitales européennes (Paris, Rome, Berlin, Londres, Berne, Monaco), le projet d'un ePrix de Bruxelles est au point mort.

## Le circuit
Le tracé est composé de 13 virages et est long de 2,250 km, il tourne dans le sens horaire.

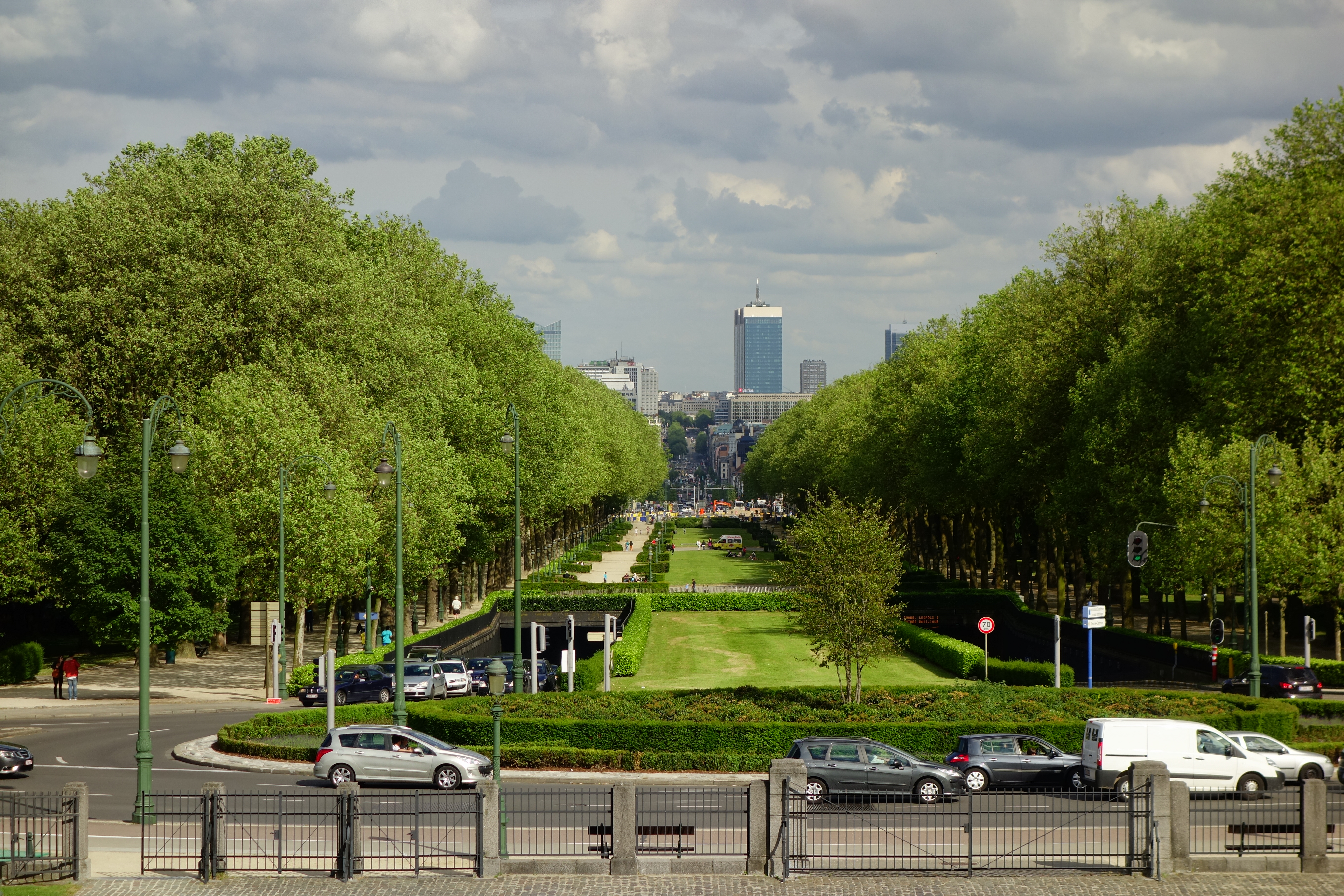
Vue sur le Parc Élisabeth, où la course aurait eu lieu.

Le circuit se situe au centre-ville de Bruxelles, dans la commune de Koekelberg, la ligne de départ-arrivée se situe sur l’Avenue des Gloires Nationales. Après le premier virage, le circuit arrive sur l’Avenue de Jette, la droite est interrompue par un virage en forme de S. Après avoir passé le quatrième virage, le circuit arrive sur la Place Eugène Simonis qu’il poursuit jusqu’au virage 6, puis le circuit tourne à gauche vers l’Avenue de la Liberté. Après avoir passé le septième virage, le circuit continue sur l’Avenue du Panthéon jusqu’au neuvième virage où se trouve l’entrée des stands. Après le virage, le circuit suit l’Avenue Emile Bossaert, et puis l’Avenue Jacques Sermon et il passe à côté de la Basilique du Sacré-Cœur, la sortie des stands se trouve après le dernier virage et le circuit boucle le tour.

## Palmarès
| Année | Vainqueur     | Écurie        | Circuit       | Résultats     | Date             |
| ----- | ------------- | ------------- | ------------- | ------------- | ---------------- |
| 2017  | Course annulé | Course annulé | Course annulé | Course annulé | 1er juillet 2017 |